# M72 (天体)
座標:  20h 53m 27.70s, −12° 32′ 14.3″
M72（NGC 6981）はみずがめ座にある球状星団である。

## 概要
集中度の低い球状星団である。2013年に49個の変光星が確認されている。
口径5cmの望遠鏡では小さくまるい。10cmでは円形の星雲状に見え、無構造で濃淡も見えない。マラスは口径10cmの望遠鏡でざらざらになっているようすを観察している。口径20cmでようやくぶつぶつがわずかに星に見えてくる。条件が良いとき口径30cmの望遠鏡と高倍率で星が分離できるようになってくる。

## 観測史
1780年8月29日から30日にかけてピエール・メシャンによって発見され、同年10月にシャルル・メシエが確認の上、カタログに記載した。メシエは、「メシャンがやぎ座の首の上に発見した。先立つM71と同じくらいかすかに見える。」とした。1810年にウィリアム・ハーシェルは40フィートの望遠鏡で「非常に明るい、外形のまるい星団だ。中心から離れて微星がまかれている。中心部はひどく密集しているが、よく注意すれば星が見えてくる。視野内の星の光度は多様で、ふつう星団を形成する淡い星とは異なっているが、こういった星団にこのような星があるかもしれないと考えられないわけでもない」とした。スミスは「微星が集まる球状星団。視野に多くの星が見られ、星団に接して一対の重星が続く。南7'にM73がある」とした。